# Nu Hydrae
Nu Hydrae (ν Hya, ν Hydrae) è una stella della costellazione dell'Idra di magnitudine apparente +3,13, distante 144 anni luce dalla Terra.

## Osservazione
ν Hydrae è una stella dell'emisfero australe, ma la sua posizione non fortemente meridionale le consente di essere scorta da quasi tutte le regioni della Terra, ad eccezione delle zone più a nord della latitudine 74°N, cioè oltre il circolo polare artico. D'altra parte questa vicinanza all'equatore celeste fa sì che essa sia circumpolare solo nel continente antartico. Essendo di magnitudine +3,11 la si può scorgere anche dai piccoli e medi centri urbani senza difficoltà.
Il periodo migliore per la sua osservazione ricade nei mesi primaverili dell'emisfero boreale, che equivale alla stagione autunnale dell'emisfero australe.

## Caratteristiche fisiche
La stella è una gigante arancione di tipo spettrale K0 o K1III; la sua massa è il doppio di quella del Sole mentre il raggio è 21 volte superiore. Ha una temperatura superficiale di 4375 K, ha una luminosità 170 volte quella solare e una metallicità minore, poco più del 60% rispetto a quella del Sole.